# Manfred Gätjens
Manfred Gätjens (* 30. April 1926 in San Carlos, Äquatorialguinea; † 9. April 2011 in Niederzissen) war ein deutscher Jazz- und Unterhaltungsmusiker (Posaune), Arrangeur und Komponist, der in den 1950er, 1960er und 1970er Jahren bei bekannten deutschen Rundfunkorchestern spielte (u. a. Edelhagen und Kuhn).

## Biografie
Gätjens wuchs in Hamburg auf, wo er an der Staatlichen Singschule Privatunterricht in den Fächern Klavier und Akkordeon erhielt. Als 18-Jähriger wurde er eingezogen und war Signalhornist bei der Wehrmacht. Nach dem Krieg studierte er an der Musikhochschule in Stuttgart im Hauptfach Posaune.  Während seines Studiums spielte er als Gitarrist, Vibraphonist, Kontrabassist und Arrangeur Jazz und Swing in den amerikanischen Soldatenclubs.
Danach war Gätjens als Posaunist zunächst Mitglied beim Orchester Erwin Lehn (SDR) und zog 1957 mit Familie nach Köln, wo er in den Orchestern von Harald Banter (WDR) und Kurt Edelhagen (WDR) beschäftigt war. Dort schrieb er zahlreiche Arrangements und Kompositionen für die verschiedensten Besetzungen. Zu seinen bekanntesten Kompositionen zählen u. a. die Suiten „Kreuzfahrt durchs Mittelmeer“ und „Manegenzauber“. 1975 gewann er den Komponistenwettbewerb „Unterhaltende Blasmusik“. In den Kölner Studios war er auch als Posaunist, Tastenspieler und Perkussionist tätig; als Marimbaspieler war er etwa im Orchester Berry Lipman zu hören. Als Wahl-Kölner war er auch musikalisch im Karneval aktiv und arrangierte u. a. für die Kölner Ratsbläser. Von 1982 bis 1994 war er Posaunist im Orchester Paul Kuhn.
Gätjens starb am 9. April 2011 in Niederzissen (Rheinland-Pfalz).